# Wohnhaus Grüner Weg 37
Das Wohnhaus Grüner Weg 37 in der niedersächsischen Kreisstadt Cuxhaven im Landkreis Cuxhaven stammt vom Ende des 19. Jahrhunderts.
Aktuell (2024) wird es für Wohnungen und gewerblich genutzt.
Das Gebäude steht unter Denkmalschutz (siehe auch Liste der Baudenkmale in Cuxhaven).

## Geschichte und Beschreibung
Der Grüne Weg wurde seit 1845 und im südlichen Abschnitt ab etwa 1900 bebaut. Die Wohnhäuser Nr. 25, Nr. 31 und Nr. 37 sind denkmalgeschützt.
Das eingeschossige traufständige verklinkerte historisierende Gebäude auf Keller mit schiefergedeckten Satteldächern und seitlichem zweigeschossigen Giebelrisalit wurde um 1895 gebaut. Die straßenseitige Schmuckfassade ist steinsichtig im Wechsel mit Stuckdekor gestaltet. Ein Wintergartenanbau steht im südlichen Bereich der Ostfassade.
Das Landesdenkmalamt befand u. a.: „… Das mit Stuckdekor in Renaissance-Formen gestaltete Wohnhaus […] wurde in zeit-, material- und ortstypischer Manier im letzten Jahrzehnt des 19. Jahrhunderts erbaut.“